# Schönhauser Allee

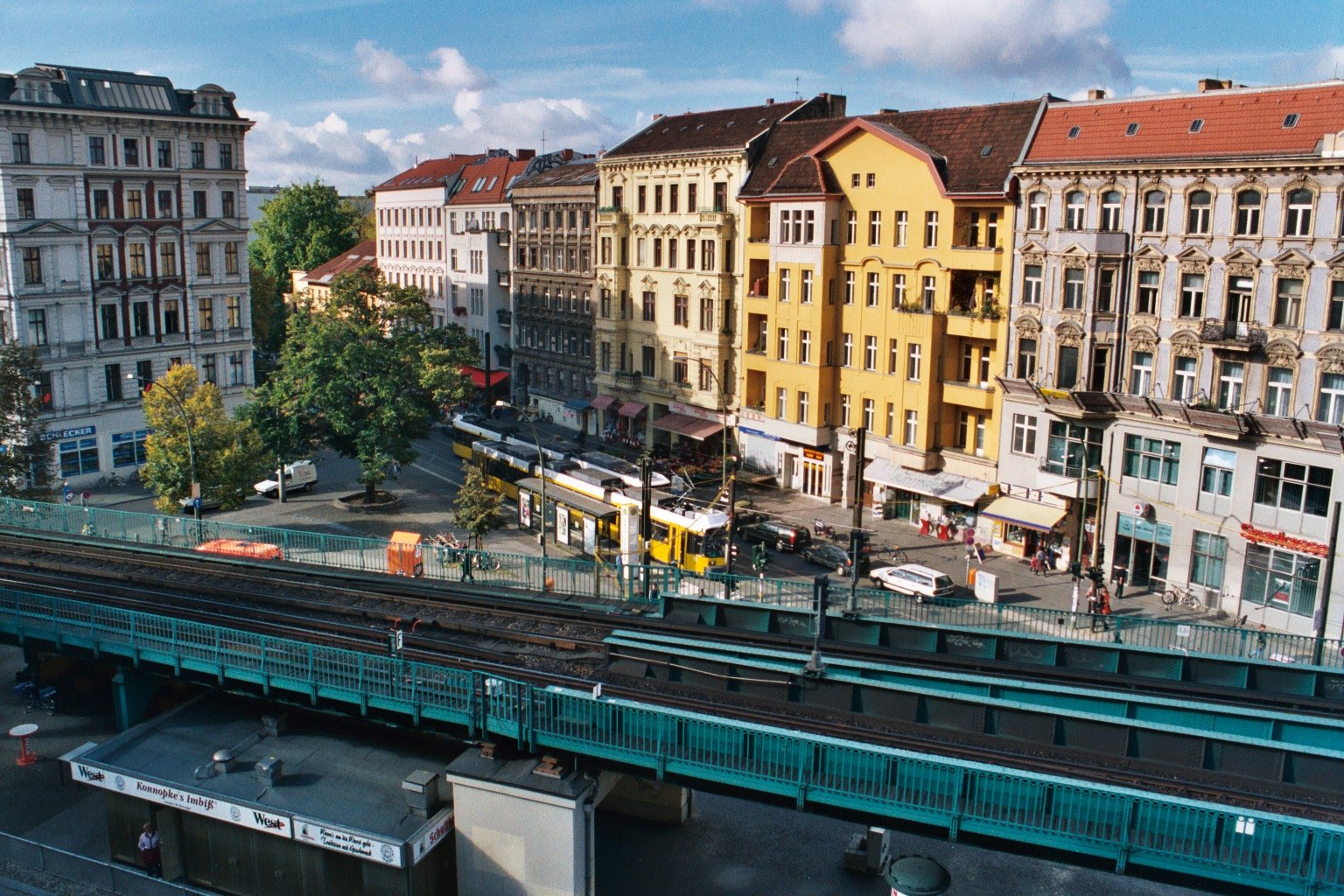
Tunnelbanebron längs Schönhauser Allee.

Schönhauser Allee i Berlin är en av stadsdelen Prenzlauer Bergs viktigaste gator.

## Sträckning
Schönhauser Allee sträcker sig från Rosa-Luxemburg-Platz i söder till Pankow i norr. Flera av tvärgatorna är namngivna med namn från Nordens geografi, till exempel Bornholmer Strasse och Kopenhagener Strasse.  I anslutning till Schönhauser Allee finns andra kända gator i Prenzlauer Berg, som Kastanienallee och Danziger Strasse.

## Historia
Dagens Schönhauser Allee skapades ursprungligen under medeltiden som förbindelse mellan Berlin och byarna Pankow och Niederschönhausen. Vägen fick viktigare betydelse från 1691 då kurfursten Fredrik III byggde ut godset i Niederschönhausen till Schönhausens slott. När Berlins tullmur anlades på 1730-talet låg den södra änden vid stadsporten Schönhauser Tor.
1841 gavs vägen namnet Schönhauser Allee. Det första stadskvartet byggdes kring Teutoburger Platz mellan Choriner Strasse och Schönhauser Allee. Med tiden försvann de medeltida tullarna runt om det ursprungliga Berlin, däribland Schönhauser Tor. I det växande Berlin skedde under 1800-talet stora markspekulationer och området kring Schönhauser Allee bebyggdes med femvåningshus för arbetare, så kallade Mietskaserne.
Under DDR-tiden var Schönhauser Allee en populär shoppinggata. Efter återföreningen har gatan förändrats genom renoveringar av hus och nyetableringar. 1997 påbörjades byggandet av Schönhauser Arcaden, ett köpcentrum i anslutning till tunnelbane- och pendeltågsstationen Schönhauser Allee.

## Kommunikationer

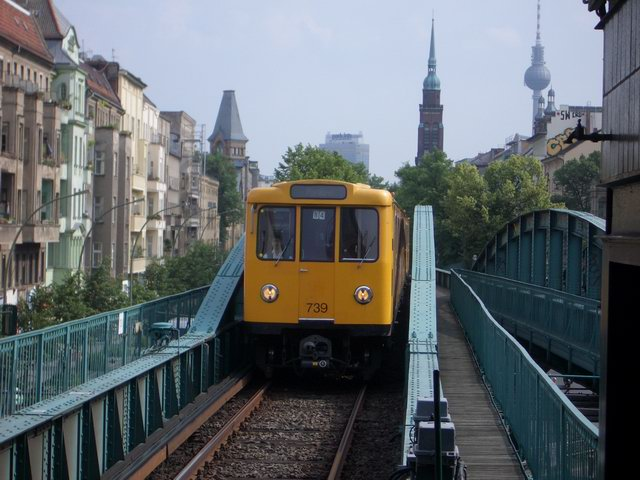
Tunnelbanan som går ovanför Schönhauser Allee.

Upphöjd över gatan går tunnelbanelinje U2 som på sin väg genom stadsdelen stannar på stationerna Senefelder Platz, Eberswalder Strasse och Schönhauser Allee. 

## Övrigt
Vid station Schönhauser Allee finns även inomhusgallerian Schönhauser Allee Arcaden med flera butiker.
Ett av Berlins större områden för homosexuella finns vid samt omkring Schönhauser Alle med bl.a. gaybarer. Det största gayområdet i Berlin finns vid Nollendorfplatz. Redan innan Berlinmurens fall så var området kring tunnelbanestation Schönhauser Allee centrum för Östberlins homosexuella.

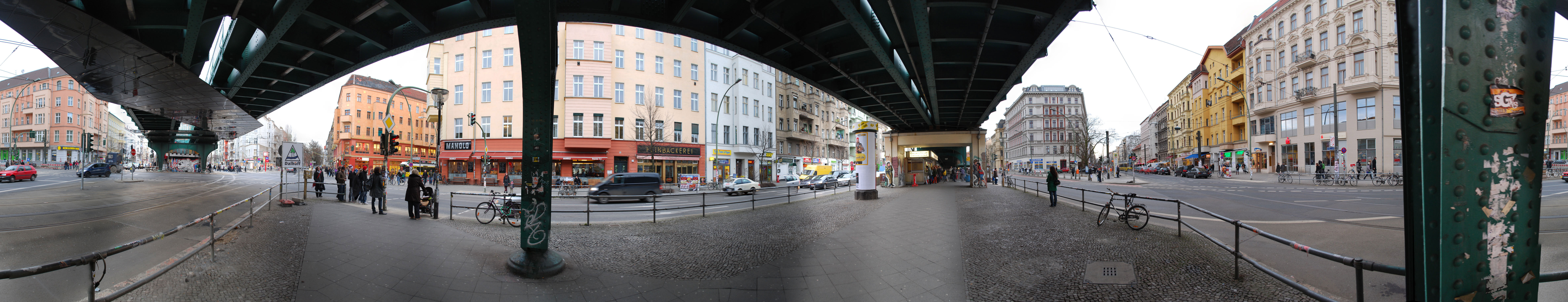
Panorama över Schönhauser Allee